# Sarah Champion
Sarah Deborah Champion (ur. 10 lipca 1969 w Maldon) – brytyjska polityczka Partii Pracy, posłanka do Izby Gmin od 2012.

## Życiorys
Urodziła się w Maldon, w hrabstwie Essex. Od 1977 mieszkała na terenie hrabstwa Northamptonshire.
W 1991 ukończyła studia z zakresu psychologii na Uniwersytecie w Sheffield. Od 1992 prowadziła warsztaty artystyczne i ekologiczne w bibliotekach puublicznych w Rotherham. W latach 1996–2008 kierowała Centrum Sztuki Chińskiej w Manchesterze, a następnie (od 2008 do 2012) hospicjum dla dzieci w North Anston.
Od 29 listopada 2012 reprezentuje okręg wyborczy Rotherham w brytyjskiej Izbie Gmin. Zwyciężyła wówczas w wyborach uzupełniających zarządzonych po rezygnacji dotychczasowego posła Denisa MacShane'a. Jest pierwszą w historii kobietą wybraną z tego okręgu. Uzyskiwała reelekcje poselskie podczas wyborów w: 2015, 2017, 2019 i 2024. W latach 2016–2017 sprawowała funkcję ministra ds. kobiet i równości w gabinecie cieni Jeremy'ego Corbyna. Od 2020 przewodniczy komisji Izby Gmin ds. rozwoju międzynarodowego.